# ...Baby One More Time
...Baby One More Time este albumul de debut al cântăreței americane Britney Spears, lansat la 12 ianuarie 1999 sub egida casei de discuri Jive Records. În luna iunie a anului 1997, Spears negocia alături de managerul Lou Pearlman pentru a se alătura grupului pop feminin Innosense. În această perioadă, mama artistei, Lynne Spears, i-a trimis o casetă audio prietenului de familie și avocatului de vedete Larry Rudolph, cerându-i o părere cu privire la modul în care cântă. Rudolph și-a manifestat interesul și s-a decis ulterior să o prezinte pe Spears la diferite companii de înregistrări. De cele mai multe ori, acesta le trimitea câte o casetă audio cu solista, cântând peste o piesă karaoke a lui Whitney Houston, precum și o variantă demonstrativă al unei melodii nefolosite a lui Toni Braxton. Casa de discuri Jive Records s-a dovedit interesată și au stabilit ca Spears să lucreze alături de producătorul Eric Foster White. După ce au ascultat materialul înregistrat, Jive i-a oferit cântăreței un contract pentru mai multe albume de studio.
Spears a călătorit în Suedia pentru a lucra alături de diferiți producători, precum Max Martin, Denniz Pop și Rami Yacoub. Martin i-a prezentat solistei și managementului acesteia o piesă intitulată „Hit Me Baby One More Time”, compusă inițial pentru formația R&B americană TLC; cu toate acestea, trupa a respins cântecul. Spears a afirmat mai târziu că s-a simțit încântată atunci când a auzit melodia pentru prima oară, și a știut că va deveni un succes. Până în iunie 1998, albumul a fost finalizat, iar în luna octombrie, a avut loc lansarea single-ului de debut, „...Baby One More Time”. Cântecul a obținut succes comercial pe plan global, ocupând locul unu în clasamentul fiecărei țări în care a apărut. A fost cel mai bine vândut disc single al anului 1999 în Regatul Unit, și este în prezent unul dintre cele mai bine vândute single-uri din toate timpurile, comercializându-se în peste 10 milioane de exemplare în întreaga lume.
După lansare, albumul a primit recenzii mixte din partea criticilor de specialitate, majoritatea considerându-l prostesc și prematur. Cu toate acestea, ...Baby One More Time a avut parte de un succes comercial considerabil, debutând în fruntea clasamentelor Billboard 200, Canadian Albums Chart, și ocupând, de asemenea, un loc în top cinci în ierarhiile din peste 10 țări. Materialul a fost premiat cu numeroase discuri de aur și de platină în întreaga lume. În Statele Unite, albumul a primit paisprezece discuri de platină (echivalentul unui disc de diamant) din partea Recording Industry Association of America (RIAA), denotând expedierea a peste 14 milioane de exemplare în națiune. Din această sumă, Nielsen SoundScan recunoaște 10,6 milioane de copii vândute. ...Baby One More Time este cel mai de succes album a lui Britney Spears, înregistrând vânzări de peste 25 de milioane de exemplare pe plan global, fiind în mod concomitent unul dintre cele mai bine vândute albume din istorie.
Pe lângă „...Baby One More Time”, alte patru cântece au fost lansate ca discuri single: „Sometimes”, „(You Drive Me) Crazy”, „Born to Make You Happy” și „From the Bottom of My Broken Heart”. Spears a promovat albumul prin numeroase interviuri și interpretări televizate. De asemenea, Spears a pornit în primul ei turneu de concerte, intitulat ...Baby One More Time Tour în anul 1999. Seria de concerte a fost mai apoi prelungită cu încă un turneu, intitulat Crazy 2k Tour. Albumul i-a oferit lui Spears două nominalizări Grammy la cea de-a 42-a ediție a galei de premii (2000): o nominalizare la categoria „Cel mai bun artist nou”, precum și o nominalizare la categoria „Cea mai bună interpretare pop feminină” pentru cântecul „...Baby One More Time”.

## Informații generale
„Am petrecut în jur de șase luni în studio, ascultând și înregistrând material, însă nu am auzit într-adevăr un hit până atunci. Când am început să lucrez cu Max Martin în Suedia, el mi-a prezentat o variantă demonstrativă pentru «Baby One More Time», și am știut de la început că va fi unul din acele cântece pe care ai vrea să le asculți din nou și din nou. M-am dus în studio și am făcut ce am știut cel mai bine, încercând să ofer puțin mai multă atitudine în comparație cu varianta nefinalizată. În 10 zile, nu am văzut deloc Suedia. Am fost într-adevăr foarte ocupați” 
În iunie 1997, Britney Spears purta discuții și negocieri cu managerul formației pop feminine Innosense, Lou Pearlman, pentru a se alătura grupului. Lynne Spears i-a cerut prietenului de familie Larry Rudolph o opinie, trimițându-i o casetă cu solista, cântând peste o piesă karaoke a lui Whitney Houston, alături de câteva fotografii. Rudolph s-a decis să o prezinte pe Spears către diferite case de discuri, însă acest lucru necesita material demonstrativ profesional. Managerul i-a trimis lui Spears un cântec nefolosit a lui Toni Braxton; aceasta l-a repetat timp de o săptămână, și și-a înregistrat vocea într-un studio profesional, împreună cu inginer de sunet. Spears a călătorit la New York alături de varianta demonstrativă, și s-a întâlnit cu directorii a patru case de discuri, întorcându-se apoi la Kentwood în aceeași zi. Trei dintre companii au respins-o, afirmând că publicul își dorește trupe pop precum Backstreet Boys și Spice Girls, și „nu va mai fi o altă Madonna, altă Debbie Gibson, sau altă Tiffany”. Două săptămâni mai târziu, directorul casei de discuri JIVE Records a revenit cu un apel către Rudolph. Vicepreședintele senior A&R a lui Jeff Fenster a declarat despre audiția lui Spears că: „E foarte rar să auzi pe cineva de vârsta ei care poate oferi conținut emoțional și atracție comercială. [...] Pentru orice artist, motivația—«ochiul tigrului»—este extrem de importantă. Iar Britney a avut asta”. Aceștia au stabilit ca Spears să lucreze alături de producătorul Eric Foster White pentru o lună, timp în care solista și-a format vocea către „inconfundabila Britney”. Cântăreața a înregistrat 10 piese împreună cu White, inclusiv „Autumn Goodbye”, „E-Mail My Heart”, „From the Bottom of My Broken Heart”, „I'm So Curious”, „I Will Still Love You”, „Luv The Hurt Away”, „Soda Pop”, „Thinkin' About You” și „You Got It All”. Spears a înregistrat, de asemenea, o versiune cover a single-ului din 1967 al duetului Sonny & Cher, „The Beat Goes On”. White s-a ocupat de înregistrarea vocii și producția cântecului, în timp ce producția suplimentară a fost realizată de grupul englez de muzică electronică All Seeing I.
După ce a ascultat materialul înregistrat, președintele Jive Records, Clive Calder, a comandat un album întreg. Spears a călătorit către Studiourile Cherion din Stockholm, Suedia, unde jumătate din album a fost înregistrat în perioada martie-aprilie 1998, alături de numeroși producători, printre care și Max Martin, Denniz Pop sau Rami Yacoub. Martin i-a prezentat lui Spears și managementului ei o piesă intitulată „Hit Me Baby One More Time”, compusă inițial pentru formația R&B americană TLC; cu toate acestea, piesa a fost respinsă de către trupă. Spears a afirmat mai târziu faptul că, atunci a ascultat melodia, a știut că aceasta va deveni un hit. „Noi, cei de la Jive, am spus «La naiba...este un hit în adevăratul sens al cuvântului»”, a dezvăluit executivul A&R, Steven Lunt; cu toate acestea, ceilalți directori s-au declarat îngrijorați cu privire la versul „Hit Me” (ro.: „Lovește-mă”), fiind de părere că acesta ar încuraja violența domestică. Titlul cântecului a fost mai apoi corectat în „...Baby One More Time”. Cântăreața a spus că „nu m-am descurcat bine în prima zi în studio [înregistrând piesa], eram foarte emoționată. Așa că am ieșit în oraș în seara aceea și m-am distrat puțin. Ziua următoare am fost complet relaxată și am dat lovitura. Trebuie să fii relaxată atunci când cânți «... Baby One More Time»”. Până în luna iunie a anului 1998, albumul a fost finalizat, iar Spears a pornit într-un turneu promoțional, sponsorizat de  L'Oreal. Lansarea albumului ...Baby One More Time a avut loc la 12 ianuarie 1999.

## Structura muzicală și versurile
Inițial, Spears și-a dorit ca albumul de debut să fie inspirat de „muzica lui Sheryl Crow, dar mai tânără și mult mai adult contemporary”. Totuși, artista s-a declarat a fi în regulă cu alegerile producătorilor de la compania de înregistrări și nominalizările producătorilor, de vreme ce „Ar fi avut mai mult sens să mă orientez către muzica pop, pentru că pot să dansez—era mult mai potrivită pentru mine”. Albumul începe cu primul single, „...Baby One More Time”, un cântec teen pop și dance-pop ce începe cu trei note de pian bas. Această introducere a fost comparată cu alte cântece, notabil „We Will Rock You” (1977), „Start Me Up” (1981), „These Words” (2004), precum și piesa tematică din filmul Fălci, deoarece linia melodică „își face cunoscută prezența în exact o secundă”. Potrivit revistei Blender, „...Baby One More Time” este compus din „linii wah-wah de chitară și sunete de bas asemănătoare cu o mașină EKG”. Claudia Mitchell și Jacqueline Reid-Walhs, autori ai cărții Girl Culture: Studying girl culture : a readers' guide (2008), au considerat că versurile „exprimă prin gesturi dorința [lui Spears] de a reveni la un fost iubit”. Următorul cântec, „(You Drive Me) Crazy”, conține un beat dance moderat și o linie melodică rhythm and blues, mixată cu sintetizatoare rapide. Cea de-a treia melodie și al doilea single de pe album, „Sometimes”, este o baladă ce începe cu versul „You tell me you're in love with me/That you can't take your pretty eyes away from me/It's not that I don't wanna stay/But every time you come too close I move away” (ro.: „Îmi spui că ești îndrăgostit de mine/Că nu-ți poți ține ochii frumoși departe de mine/Motivul nu este acela că nu vreau să mai rămân/Însă de fiecare dată când te apropii prea mult, mă îndepărtez”). Stephen Thomas Erlewine de la AllMusic a observat faptul că piesa „are un refren captivant și o linie melodică înduioșătoare, cu un ritm ce aduce aminte de muzica euro-dance”.
După „Sometimes”, cel de-al patrulea cântec al albumului ...Baby One More Time este „Soda Pop”, o piesă cu influențe din genurile muzicale bubblegum pop și dancehall. Mikey Bassie a contribuit atât drept textier, cât și drept acompaniament vocal. În melodia „Born to Make You Happy”, vocea lui Spears se întinde pe mai mult decât o singură octavă. Versurile cântecului vorbesc despre o relație pe care o femeie încearcă cu disperare să o repare, neînțelegând foarte bine ce a mers greșit și ajungând la concluzia „I don't know how to live without your love/I was born to make you happy” (ro.: „Nu știu ce m-aș face fără dragostea ta/Am fost născută să te fac fericit)”. Cea de-a șasea piesă de pe disc, precum și ultimul disc single lansat, este „From the Bottom of My Broken Heart”, o baladă teen-pop sentimentală cu un tempo lent. „I Will Be There” este o melodie pop rock ce conține un acord de chitară similar cu cel din cântecul „Torn” (1997) al artistei Natalie Imbruglia. Kyle Anderson, redactor de la MTV, a observat faptul că piesa are „un refren vibrant și răsunător despre a-ți apăra bărbatul (sau cel mai bun prieten, sau animalul de companie)”. „E-Mail My Heart”, cel de-al unsprezecelea cântec, este o baladă de pian sensibilă în care Spears cântă „E-mail me back/ And say our love will stay alive” (ro.: „Răspunde-mi la e-mail/ Și spune-mi că iubirea noastră va rămâne în viață”). Pentru album, cântăreața a înregistrat o versiune cover a single-ului „The Beat Goes On” din 1967 al duetului Sonny & Cher. Melodia conține influențe din muzica trip hop și bossa nova, iar sunetul este unul asemănător cu piesele utilizate în filmele cu spioni.

## Lansare și promovare

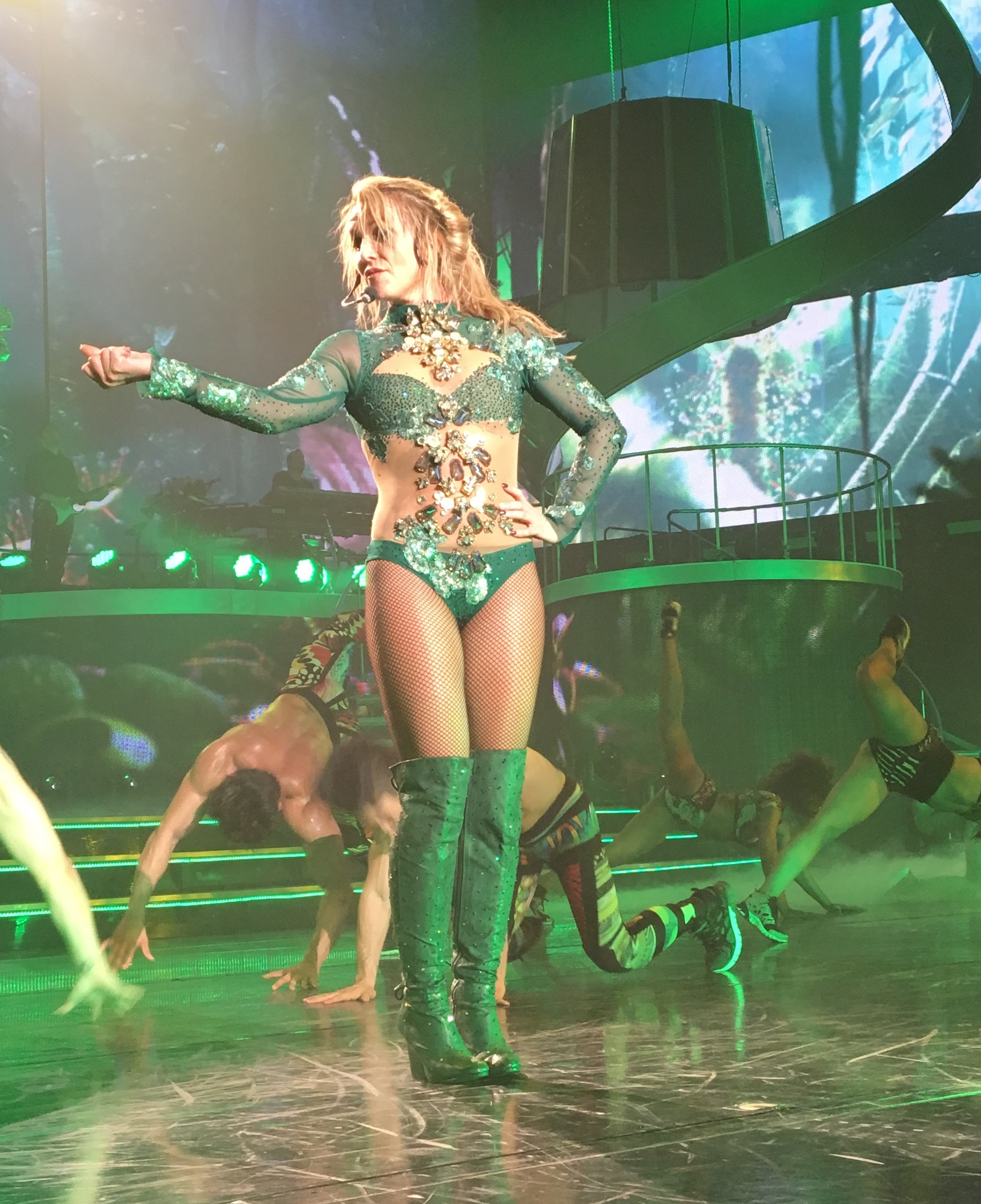
Spears interpretând piesa „(You Drive Me) Crazy” în timpul spectacolului rezidențial din Las Vegas, Britney: Piece of Me, în luna februarie a anului 2016.

Albumul ...Baby One More Time a fost lansat în America de Nord și Filipine la 12 ianuarie 1999, în Japonia pe 24 februarie, iar lansarea din Europa și Oceania a avut loc la 8 martie. Materialul a fost relansat în Europa pe 30 iunie 2003, iar o versiune deluxe digitală a fost lansată de Crăciun, la 25 decembrie 2007, în Statele Unite. Pe 14 august 2017, s-a anunțat faptul că albumul va fi lansat pe discuri de vinil albe și roz, exclusiv prin serviciul Urban Outfitters la 3 noiembrie 2017; vinilurile au fost puse la dispoziție pentru precomandă în următoarea zi.
Campania de promovare pentru album a început în anul 1998, Spears pornind într-un mic turneu cu concerte organizate în mall-uri și zone de restaurante și fast-food din orașele mari din Statele Unite și Canada. Fiecare spectacol a avut o durată de aproximativ 30 de minute, iar artista a apărut pe scenă alături de doi dansatori. Turneul promoțional este deseori cunoscut sub denumirea L'Oreal Mall Tour, sponsorul principal al concertelor. Ulterior, solista a apărut la numeroase emisiuni de talk-show și a realizat interpretări în întreaga lume. În decembrie 1998, Spears a apărut pentru prima oară la emisiunea în care se prezintă clasamentul celor mai cerute videoclipuri muzicale la MTV și Box. Aceasta a apărut, de asemenea, la emisiunile Ricki Lake Show și Howie Mandel Show, și a fost totodată prezentatoare ediției din 1999 a premiilor American Music Awards, la scurt timp înainte de lansarea albumului. Cântăreața a apărut la emisiunea Spring Break de pe canalul MTV, precum și în cel de-al 100-lea episod al emisiunii All That de pe canalul Nickelodeon. Cu toate acestea, în urma unei răni suferite la genunchi, artista a trebuit să își reprogrameze aparițiile la câteva emisiuni de televiziune precum The Tonight Show with Jay Leno și Live with Regis and Kathie Lee. După recuperare, Spears a pornit într-un alt turneu promoțional. Solista a apărut la cea de-a 12-a ediție a premiilor Nickelodeon Kids' Choice Awards la 1 mai, la emisiunea FANatic de pe canalul MTV pe 12 mai, la emisiunea Live with Regis and Kathie Lee pe 3 mai, precum și la emisiunea The Rosie O'Donnell Show pe 25 mai.
În afara Statelor Unite, Spears a apărut la emisiunile de talk-show Wetten, dass..? și Top of the Pops din Germania, la 25 iunie 1999. Cântăreața a călătorit către Regatul Unit pentru a apărea la programe de televiziune precum This Morning, CD:UK și National Lottery. De asemenea, aceasta a apărut la un spectacol de varietăți muzicale intitulat Hey! Hey! Hey! Music Champ din Japonia, și a cântat la festivalul Bar din Italia. Solista a jucat totodată într-un episod din serialul Sabrina, vrăjitoarea adolescentă de pe canalul ABC, interpretându-și propria persoană. Potrivit publicației People, apariția artistei a fost în semn de mulțumire pentru actrița Melissa Joan Hart, aceasta făcând o apariție scurtă în videoclipul lui Spears pentru piesa „(You Drive Me) Crazy”. Episodul a fost difuzat la 24 septembrie 1999. În aceeași lună, solista a cântat la emisiunea The Rosie O'Donnell Show pe 27 septembrie, și a apărut la emisiunea Total Request Live de pe canalul MTV în următoarea zi. Spears a susținut un mini-concert Disney alături de Joey McIntyre, intitulat „Britney Spears & Joey McIntyre in Concert”. În luna noiembrie, cântăreața a interpretat primele două discuri single la gala premiilor MTV Europe Music Awards. Campania de promovare a albumului a continuat și la începutul anului 2000, Spears cântând la ediția din 2000 a premiilor American Music Awards, și interpretând un potpuriu alcătuit din melodiile „From the Bottom of My Broken Heart” și „...Baby One More Time” la cea de-a 42-a ediție a premiilor Grammy.

### Discuri single
„...Baby One More Time” a fost lansat drept discul single de debut a lui Spears la 23 octombrie 1998. Cântecul a obținut, în general, recenzii pozitive din partea criticilor de specialitate, majoritatea lăudând compoziția acestuia. Piesa a obținut succes în întreaga lume, ocupând prima poziție în clasamentele tuturor țărilor europene în care a apărut. „...Baby One More Time” a fost premiat cu discuri de aur și platină din întreaga lume, și este în prezent unul dintre cele mai bine vândute single-uri din toate timpurile, acumulând un total de peste 10 milioane de exemplare vândute pe plan global. Videoclipul muzical al melodiei a fost regizat de Nigel Dick și o prezintă pe Spears drept o elevă într-un liceu catolic ce începe să-și imagineze cum cântă și dansează în jurul școlii, urmărindu-și în același timp iubitul de la distanță. În anul 2010, videoclipul cântecului „...Baby One More Time” a fost votat drept al treilea cel mai influent videoclip din istoria muzicii pop.
„Sometimes” a fost lansat drept cel de-al doilea disc single extras de pe album la 30 aprilie 1999. Cântecul a obținut succes comercial în întreaga lume, ocupând prima poziție a clasamentelor din Belgia (regiunea Flandra), Olanda și Noua Zeelandă, și devenind totodată un șlagăr de top cinci în alte șase țări. În Statele Unite, piesa a ratat o clasare în top 20, ajungând pe locul 21 în ierarhia Billboard Hot 100. Videoclipul muzical al melodiei a fost regizat de Nigel Dick. În timpul unor repetiții, la 11 februarie 1999, Spears s-a accidentat la genunchiul stâng și a avut nevoie de o intervenție chirurgicală. După o perioadă de recuperare petrecută în Kentwood, Louisiana, videoclipul a fost filmat în zilele de 9 și 10 aprilie 1999, la Paradise Cove în Malibu, California. Clipul a avut premiera pe 6 mai 1999, în timpul emisiunii Total Request Live de pe canalul MTV.
În mai 1999, Max Martin și Spears au mers la Studiourile Battery din New York City, New York, pentru a reînregistra vocea artistei din piesa „(You Drive Me) Crazy” pentru o nouă versiune, intitulată „The Stop! Remix”, care urma să fie inclusă în coloana sonoră a filmului Mă scoți din minți! (1999). „The Stop! Remix” a fost lansat drept cel de-al treilea extras pe single al albumului la 23 august 1999. Varianta remix aduce în plus o strofă în care Spears strigă „Stop!”, apoi sunetul este întrerupt și urmat de o tranziție. De asemenea, această versiune exclude versul „Lovin' you means so much more, more than anything I ever loved before” (ro.: „Să te iubesc pe tine înseamnă mult mai mult, mai mult decât oricine am iubit până acum”). Videoclipul cântecului a fost regizat de Nigel Dick, iar actorii Melissa Joan Hart și Adrian Grenier fac apariții scurte.
Piesa „Born to Make You Happy” a fost lansată doar în Europa la 6 decembrie 1999 drept cel de-al patrulea single, și a primit recenzii mixte din partea criticilor de specialitate. Melodia a fost un succes comercial, clasându-se în top cinci în 15 țări, notabil Danemarca, Elveția, Germania sau România. Videoclipul muzical a fost regizat de Billie Woodruff și produs de Geneva Films, iar Wade Robson a fost responsabil cu realizarea coregrafiei.
„From the Bottom of My Broken Heart” a fost lansat pe 15 decembrie 1999 drept ultimul disc single extras de pe album. Melodia a primit recenzii mixte din partea criticilor muzicali, aceștia considerând că este un hit clasic în devenire și o alegere foarte potrivită drept single, însă opinând că este o piesă mult prea obișnuită și neremarcabilă, de vreme ce versurile acesteia vorbesc doar despre un sărut. „From the Bottom of My Broken Heart” a obținut un succes comercial moderat, clasându-se pe locul 37 și 23 în Australia și, respectiv, Noua Zeelandă. În Regatul Unit, single-ul a ocupat locul 174 în ierarhia UK Singles Chart datorită vânzărilor de import. În Statele Unite, cântecul a ajuns pe locul 14 în clasamentul Billboard Hot 100, și a ocupat, de asemenea, locul 17 în topul Pop Songs. La 28 martie 2000, „From the Bottom of My Broken Heart” a fost premiat cu discul de platină de către Recording Industry Association of America (RIAA), denotând cele peste un milion de exemplare fizice vândute. Videoclipul piesei a fost regizat de Gregory Dark, iar lansarea a avut loc la 17 decembrie 1999. Clipul a primit foarte multe critici datorită faptului că Dark a regizat anterior filme pornografice.

### Turnee
La 5 martie 1999, s-a raportat faptul că Spears își planifica primul ei turneu de concerte, dezvăluind mai târziu că acesta va începe în luna iulie. Pe 12 mai, Tommy Hilfiger a fost anunțat drept principalul sponsor al turneului. În perioada anunțului, Spears a apărut în reclama pentru campania „AllStars” a companiei deținute de Hilfiger. La 17 decembrie, în timpul premierei videoclipului „From the Bottom of My Broken Heart” la emisiunea TRL, Spears a intervenit cu un apel telefonic, anunțând datele unui turneu de concerte în Statele Unite, în martie 2000. Intitulat Crazy 2k Tour, seria de concerte a fost deseori descrisă drept un preludiu al următorului ei turneu mondial, Oops!... I Did It Again Tour. Crazy 2k Tour a fost sponsorizat de Got Milk?. Directorul mass-media Pete Gardiner a explicat că „Britney pur și simplu vrăjește adolescentele, un public-țintă de-a dreptul crucial pentru compania de lapte”. Spears a realizat o ședință foto pentru campania de publicitate, imaginile fiind afișate înainte ca fiecare interpretare să înceapă. Cel de-al doilea sponsor a fost Polaroid, iar corporația a lansat I-Zone drept camera foto oficială a turneului. Spears a folosit I-Zone pe scenă pentru a putea realiza fotografii cu publicul, și a promova, de asemenea, produsul. Crazy 2k Tour a fost împărțit în cinci segmente, fiecare separate de un antract, și s-a încheiat cu un bis. Lista pieselor a fost compusă atât din cântece de pe album, cât și câteva versiuni cover ale altor cântece. Pentru concertele din anul 2000, s-au făcut câteva schimbări, variantele cover fiind înlocuite de melodii de pe cel de-al doilea album de studio a lui Spears, Oops!... I Did It Again. Turneul a primit recenzii pozitive din partea criticilor de specialitate, în ciuda faptului că Spears a fost acuzată că ar fi făcut playback, artista negând ferm aceste acuzații. Pe 20 aprilie 2000, concertul care a avut loc la  Hilton Hawaiian Villageîin Honolulu, Hawaii,a fost înregistrat. Spectacolul a avut modificări față de concertele originale, Spears purtând ținute diferite. Interpretarea a fost difuzată pentru prima oară pe canalul Fox la 5 iunie 2000. De-a lungul anului, concertul a fost difuzat de mai multe ori. Pe 21 noiembrie 2000, Jive Records a lansat DVD-ul Live and More!, ce include ediția specială difuzată pe canalul Fox. DVD-ul a primit trei discuri de platină din partea RIAA pentru cele peste 300.000 de copii expediate.

## Recepția criticilor
...Baby One More Time a obținut recenzii mixte din partea criticilor de specialitate. Stephen Thomas Erlewine de la Allmusic i-a oferit patru din cinci stele albumului, comentând că, în momentul în care Spears a devenit faimoasă, „tot ceea ce este vechi a devenit nou încă odată”, comparând materialul discografic a lui Spears cu albumul grupului pop New Kids on the Block, Hangin' Tough (1988). Erlewine a complimentat ulterior calitatea single-urilor, lăudându-l pe Max Martin și descriindu-l drept „geniul din spatele debutului lui Spears”. Beth Johnson de la revista Entertainment Weekly a observat faptul că solistă „sună remarcabil, asemănător cu o soră mai mică a formației Backstreet Boys”, în timp ce Robert Christgau a considerat că Spears portretizează o „Madonna din vecini” în album, cu piese cu precum „...Baby One More Time” și „Soda Pop”. Craig McDennis de la ziarul The Hamilton Spectator fost de părere că discul „a oferit compendii superficiale de clișee soul/pop, prezentate cu verve uptempo amețitoare ce aduc aminte de Debbie Gibson”. Ricky Wright de la Amazon.com i-a oferit o recenzie mixtă albumului, opinând că „anumite piese sunt plăcute și atrăgătoare”, însă observând totuși că „niciuna dintre ele nu face ca albumul de debut a lui Spears, în vârstă de 17 ani, să conțină alte lucruri decât abordări de la distanță a hitului instant [«...Baby One More Time»]”. Paul Verna de la revista Billboard a considerat ...Baby One More Time „un antrenament de viitoare hituri de top 40, încărcate cu elemente din piesa cu același nume”.
Kyle Anderson de la MTV s-a declarat surprins din mai multe puncte de vedere după prima audiție a albumului, comentând: „m-am așteptat să fie mai mult material de umplutură (decât este), însă nu m-am așteptat să fie atât de ciudat (cel puțin din punct de vedere al sunetului) pe cât s-a dovedit a fi. Nu a fost niciodată un mister modul în care Spears a devenit un superstar, însă aceste piese ar fi putea fi hituri uriașe doar dacă Britney ar purta saci de pânză în toate videoclipurile ei”. Barry Walters de la publicația Rolling Stone i-a oferit două din cinci stele albumului comparând sunetul acestuia cu primele single-uri ale lui Debbie Gibson, Mariah Carey și Samantha Fox. Walters a spus că „în timp ce numeroase șlagăre concepute într-un stil funk pentru copii oferă refrene captivante, porcării jenante și lente precum «E-Mail My Heart» sunt spam pur”. Un redactor de la revista NME i-a oferit lui ...Baby One More Time nota unu din 10, spunând că: „se pare că ne aflăm într-un moment de criză: muzica pop puberă este atât de răspândit încât «șopârla» Britney Spears, în vârstă de 17 ani, se află deja la jumătatea unei profitabile cariere în showbiz”. Acesta a descris albumul ca fiind prematur, comentând: „să sperăm că, dacă va începe să trăiască viața nefericită pe care toți o avem, vocea ei își va prezenta cicatricile, va înceta să arate atât de drăgălașă, își va găsi consolarea în droguri, și noi toți vom fi mai fericiți pentru asta. Așa că maturizează-te, fato. Mai repede!”. Amanda Murray de la Sputnikmusic a considerat că „în afară de îngrozitoarea piesă cu același nume, ...Baby One More Time este fie o colecție de cântece pop realizate într-un mod dezamăgitor, fie niște simple piese pop ne-expresive și complet executate”.

## Distincții și recunoașteri
| An   | Categorie                                                | Premiu                          | Rezultat     | Ref.   |
| ---- | -------------------------------------------------------- | ------------------------------- | ------------ | ------ |
| 1999 | Choice Music: Album                                      | Premiile Teen Choice            | Câștigat     | [ 85 ] |
| 2000 | Albumul internațional al anului                          | Premiul Juno                    | Nominalizare | [ 86 ] |
| 2000 | CD Favorit                                               | Blockbuster Entertainment Award | Nominalizare | [ 87 ] |
| 2000 | Cel mai bine vândut album lansat de un artist adolescent | Guinness Book of World Records  | Câștigat     | [ 88 ] |

## Performanța în clasamentele muzicale

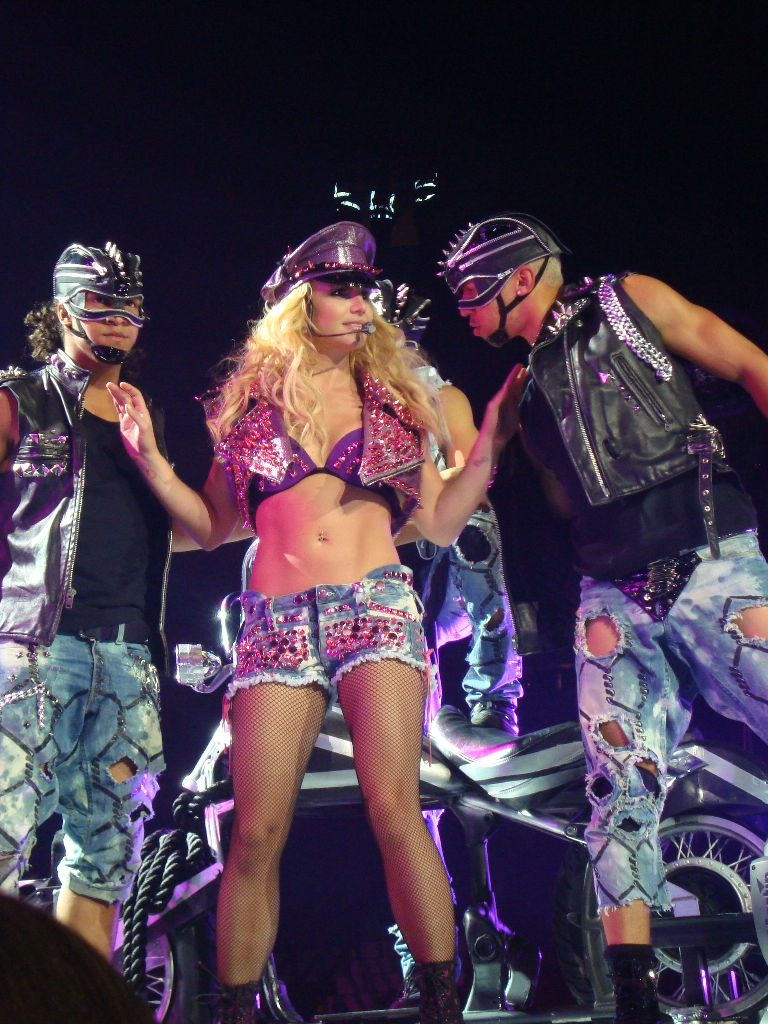
Spears și câțiva dintre dansatorii ei, interpretând single-ul „...Baby One More Time” într-un concert din cadrul turneului Femme Fatale Tour (2011).

...Baby One More Time a debutat în fruntea clasamentului Billboard 200 datorită celor 121.000 de exemplare vândute în prima săptămână, înlocuind albumul rapperului DMX, Flesh of My Flesh, Blood of My Blood (1998). Astfel, Spears a stabilit câteva recorduri. Cântăreața a devenit prima artistă nouă care să aibă un single pe prima poziție în Billboard Hot 100 și un album pe locul unu în Billboard 200 în același timp; primul artist nou (bărbat sau femeie) care să aibă un single pe locul unu în timp ce albumul său de debut debutează pe locul unu; și prima artistă nouă care are single-ul de debut și albumul de debut pe primul loc, în aceeași săptămână. Spears este, de asemenea, cea mai tânără femeie din istoria Billboard care să aibă simultan un single și un album pe primul loc, în aceeași săptămână. După patru săptămâni de la lansare, albumul s-a vândut în peste 500.000 de exemplare, potrivit datelor furnizate de Nielsen SoundScan. După ce a coborât către top cinci, ...Baby One More Time a ajuns din nou pe locul unu în cea de-a patra săptămână, cu un total de 804.200 de copii vândute. În cea de-a cincea săptămână, albumul a înregistrat cele mai bune vânzări ale sale într-o săptămână, cu 229.000 de exemplare vândute. Materialul discografic a petrecut șase săptămâni neconsecutive pe locul unu, și s-a vândut în peste 1.8 milioane de exemplare în primele două luni de la lansare. În cea de-a 47-a săptămână în ierarhia Billboard 200, albumul s-a clasat pe locul trei, înregistrând vânzări de peste 10 milioane de copii doar în Statele Unite. ...Baby One More Time a fost premiat ulterior cu discul de diamant din partea Recording Industry Association of America (RIAA), Spears devenind astfel cel mai tânăr artist care să obțină această distincție și doborând recordul deținut anterior de Alanis Morissette care a avut 21 de ani atunci când și-a lansat albumul Jagged Little Pill (1995). ...Baby One More Time a fost cel de-al paisprezecelea album începând cu anul 1991 care să se vândă în peste 10 milioane de exemplare în Statele Unite, Britney Spears devenind, de asemenea, cea mai bine vândută cântăreață a anului 1999. Albumul a petrecut un total de 51 de săptămâni în top 10 în Billboard 200, și a adunat un total de 103 săptămâni de prezență în clasament. Materialul discografic a ocupat locul trei în lista celor mai bine vândute albume prin intermediul BMG Music Club, cu 1.6 milioane de exemplare vândute.
...Baby One More Time a debutat pe locul unu în Canadian Albums Chart, păstrându-și poziția timp de nouă săptămâni neconsecutive. La 12 decembrie 1999, Canadian Recording Industry Association (CRIA) i-au acordat albumului discul de diamant datorită celor peste un milion de copii vândute. În European Top 100 Albums, albumul a petrecut două săptămâni pe locul doi și a primit ulterior o certificare cu cvadruplu disc de platină din partea International Federation of the Phonographic Industry (IFPI) pentru cele patru milioane de exemplare vândute în continent. De-a lungul Europei, ...Baby One More Time a ocupat locul doi în UK Albums Chart și a primit trei discuri de platină din partea  British Phonographic Industry (BPI), și a ajuns totodată pe locul patru în French Albums Chart, aici primind două discuri de platină din partea  Syndicat National de l'Édition Phonographique (SNEP). În Germania, albumul a ocupat locul unu și a fost premiat cu trei discuri de aur de către International Federation of the Phonographic Industry (IFPI). În Australia, materialul a debutat pe locul nouă în mai 1999 în ierarhia ARIA Albums Chart, urcând către locul doi după nouă săptămâni, clasându-se în urma coloanei sonore a serialului Cei mai frumoși ani. ...Baby One More Time a fost al șaptelea cel mai bine vândut album al anului 1999, fiind premiat cu patru discuri de platină de către Australian Recording Industry Association (ARIA) în anul următor, denotând cele peste 280.000 expediate în regiune. În Noua Zeelandă, albumul a debutat pe locul trei în topul RIANZ Albums Chart, fiind în urma albumelor Come on Over și Talk On Corners, ambele lansate în anul 1997. ...Baby One More Time a primit mai târziu trei discuri de platină din partea  Recording Industry Association of New Zealand (RIANZ).

## Impact în cultura pop
„Cu ...Baby One More Time, nu am reușit să îmi scot foarte mult în evidență vocea. Cântecele au fost grozave, însă nu au fost foarte solicitante.” 
Spears a fost acreditată drept conducătoarea perioadei în care muzica teen pop a revenit pe piața muzicală. Ziarul The Daily Yomiuri a relatat :„criticii au lăudat-o timp de mulți ani pentru că a fost cel mai talentat idol pop adolescent, însă Spears și-a stabilit obiectivele puțin mai sus-ea își dorește să obțină nivelul de celebritate pe care Madonna și Janet Jackson l-au dobândit”. Publicația Rolling Stone a scris: „Britney Spears este stereotipul clasic de regină tânără a muzicii rock and roll, un copil angelic ce s-a născut să fie pe scenă și să se dea în spectacol”. Rami Yacoub, co-producătorul albumului ...Baby One More Time, a spus: „Știu de la Denniz Pop și de la producțiile anterioare ale lui Max că, atunci când lucrăm la cântece, încercăm să ne bazăm pe un soi voce nazală specială. Cu N' Sync și Backstreet Boys, a trebuit să lucrez la acest lucru. Însă atunci când am înregistrat piese alături de Britney, ea a reprodus imediat acest tip de voce, foarte puțin răgușită, dar în același timp sexy”. Chuck Taylor de la revista Billboard a observat că „Spears a devenit un interpret desăvârșit, cu mișcări de dans rapide și unice, și o voce tânără, dar deja formată ... „(You Drive Me) Crazy”, al treilea ei single, demonstrează evoluția lui Spears și arată cum solista în vârstă de 17 ani își descoperă o anumită personalitate în voce, după atâtea luni de antrenament ferm. Stephen Thomas Erlewine de la AllMusic a descris muzica cântăreței drept „un amestec de infecțioase piese dance-pop cu influențe rap, și balade netede și liniștite”. Amanda Murray, redactor de la Sputnikmusic, a observat că discul este „primul capitol din evoluția lui Spears ca artistă, ca celebritate, ca femeie”. În anul 2010, ...Baby One More Time a fost inclus în cartea 1001 de albume de ascultat într-o viață.
La puțin timp după lansarea carierei în muzică, Britney Spears a devenit un idol internațional din cultura pop. Revista Rolling Stone a scris că artista este „una dintre cele mai controversate și de succes artiste ale secolului XXI, fiind responsabilă cu inițierea renașterii muzicii teen pop post-milenare ... Spears a fost la început un cultivat amestec de inocență și experiență ce a spart băncile”. Într-un articol publicat de ziarul The Observer, Barbara Ellen a afirmat că „Spears este unul dintre cei mai «bătrâni» adolescenți pe care muzica pop i-a produs, fiind aproape de vârsta mijlocie din punct de vedere al concentrării și determinării. Mulți tineri de 19 ani nici nu au început să meargă încă la muncă, în timp ce Britney, un fost muschetar din Clubul lui Mickey Mouse, a fost cel mai neobișnuit și volatil fenomen al Americii — un copil cu o carieră în adevăratul sens al cuvântului. În timp ce alte fete de vârsta ei își atârnau postere de pereții din camera lor, Britney voia să fie posterul de pe perete. Pe când ceilalți copii se dezvoltau în ritmul propriu, Britney se dezvolta într-un ritm stabilit de industria de divertisment din Statele Unite, competitivă și fioroasă”. Melissa Ruggieri de la ziarul Richmond Times-Dispatch a raportat faptul că solista „este cel mai bine vândut artist adolescent. Înainte să împlinească 20 de ani în anul 2001, aceasta deja a vândut peste 25 de milioane de albume în întreaga lume”. ...Baby One More Time este cel mai de succes album a lui Britney Spears, fiind comercializat în peste 25 de milioane de exemplare pe plan mondial. Potrivit Guinness World Records, este, de asemenea, cel mai bine vândut album lansat vreodată de un artist adolescent.

## Lista cântecelor
Versiunea distribuită în America — 42:29
| Nr. | Titlu                                      | Textier(i)                                         | Producător(i)                  | Durată |
| --- | ------------------------------------------ | -------------------------------------------------- | ------------------------------ | ------ |
| 1.  | „...Baby One More Time”                    | Max Martin                                         | Martin Rami Yacoub             | 3:31   |
| 2.  | „(You Drive Me) Crazy”                     | Jörgen Elofsson Per Magnusson David Kreuger Martin | Per Magnusson Kreuger Martin   | 3:18   |
| 3.  | „Sometimes”                                | Elofsson                                           | Per Magnusson Kreuger Elofsson | 4:05   |
| 4.  | „Soda Pop” în colaborare cu Mikey Bassie   | Mikey Bassie Eric Foster White                     | White                          | 3:20   |
| 5.  | „Born to Make You Happy”                   | Kristian Lundin Andreas Carlsson                   | Lundin                         | 4:03   |
| 6.  | „From the Bottom of My Broken Heart”       | White                                              | White                          | 5:12   |
| 7.  | „I Will Be There”                          | Martin Carlsson                                    | Martin Yacoub                  | 3:53   |
| 8.  | „I Will Still Love You” duet cu Don Philip | White                                              | White                          | 4:03   |
| 9.  | „Thinkin' About You”                       | Mikey Bassie White                                 | White                          | 3:34   |
| 10. | „E-Mail My Heart”                          | White                                              | White                          | 3:43   |
| 11. | „The Beat Goes On”                         | Sonny Bono White                                   | White The All Seeing I         | 3:43   |

Versiunea distribuită pe plan internațional — 46:05
| Nr. | Titlu                | Textier(i)                 | Producător(i)          | Durată |
| --- | -------------------- | -------------------------- | ---------------------- | ------ |
| 9.  | „Deep in My Heart”   | Magnusson Kreuger Carlsson | Magnusson Kreuger      | 3:35   |
| 10. | „Thinkin' About You” | Bassie White               | White                  | 3:34   |
| 11. | „E-Mail My Heart”    | White                      | White                  | 3:43   |
| 12. | „The Beat Goes On”   | Sonny Bono White           | White The All Seeing I | 3:43   |

Versiunea distribuită în Asia (piese bonus) — 53:23
| Nr. | Titlu                                               | Textier(i)                | Producător(i)               | Durată |
| --- | --------------------------------------------------- | ------------------------- | --------------------------- | ------ |
| 13. | „I'll Never Stop Loving You”                        | Jason Blume Steve Diamond | Magnusson Kreuger           | 3:41   |
| 14. | „...Baby One More Time” (Davidson Ospina Radio Mix) | Martin                    | Martin Rami Davidson Ospina | 3:24   |

Versiune specială distribuită în Australia, China și Japonia (piese bonus) — 60:20
| Nr. | Titlu                                               | Textier(i)                | Producător(i)               | Durată |
| --- | --------------------------------------------------- | ------------------------- | --------------------------- | ------ |
| 13. | „I'll Never Stop Loving You”                        | Jason Blume Steve Diamond | Magnusson Kreuger           | 3:41   |
| 14. | „Autumn Goodbye”                                    | White                     | White                       | 3:41   |
| 15. | „...Baby One More Time” (Davidson Ospina Radio Mix) | Martin                    | Martin Rami Davidson Ospina | 3:24   |
| 16. | „...Baby One More Time” (Boy Wunder Radio Mix)      | Martin                    | Martin Rami Boy Wunder      | 3:27   |

Ediție limitată distribuită în Coreea (disc bonus) — 27:01
| Nr. | Titlu                                              | Textier(i)                        | Producător(i)                            | Durată |
| --- | -------------------------------------------------- | --------------------------------- | ---------------------------------------- | ------ |
| 1.  | „(You Drive Me) Crazy” (The Stop! Remix)           | Elofsson Magnusson Kreuger Martin | Martin Rami                              | 3:16   |
| 2.  | „(You Drive Me) Crazy” (Spacedust Club Mix)        | Elofsson Magnusson Kreuger Martin | Martin Rami Spacedust                    | 7:20   |
| 3.  | „Sometimes” (Soul Solution – Mid Tempo Mix)        | Elofsson                          | Magnusson Kreuger Elofsson Soul Solution | 3:29   |
| 4.  | „...Baby One More Time” (Davidson Ospina Club Mix) | Martin                            | Martin Rami Davidson Ospina              | 5:40   |
| 5.  | „I'll Never Stop Loving You”                       | Jason Blume Steve Diamond         | Magnusson Kreuger                        | 3:41   |
| 6.  | „I'm So Curious”                                   | Spears White                      | White                                    | 3:35   |

Ediție limitată distribuită în Singapore (disc bonus) — 11:27
| Nr. | Titlu                                               | Textier(i)                        | Producător(i)                     | Durată |
| --- | --------------------------------------------------- | --------------------------------- | --------------------------------- | ------ |
| 1.  | „Born to Make You Happy” (Radio Edit)               | Lundin Carlsson                   | Lundin                            | 3:35   |
| 2.  | „Born to Make You Happy” (Bonus Remix)              | Lundin Carlsson                   | Lundin                            | 3:40   |
| 3.  | „(You Drive Me) Crazy” (Jazzy Jim's Hip-Hop Mix)    | Elofsson Magnusson Kreuger Martin | Martin Rami Jazzy Jim Ricky Brown | 3:40   |
| 4.  | „...Baby One More Time” (Answering Machine Message) |                                   |                                   | 0:21   |

Note
- Cântecul cu numărul 11, „The Beat Goes On”, este o variantă cover a single-ului lansat în anul 1967 de duetul Sonny & Cher, și conține o mostră audio din varianta înregistrată de grupul All Seeing I.
- Cântecul cu numărul 13 de pe versiunile deluxe ale albumului, „I'll Never Stop Loving You” - precum și fața B a single-ului „(You Drive Me) Crazy” - este o variantă cover a single-ului lansat în anul 1996 de cântărețul J'Son.
- În America de Nord, albumul a fost lansat drept un CD Extra, ce oferă acces la videoclipuri, fotografii și alte fișiere bonus în momentul în care este introdus într-un calculator.
- Primele versiuni lansat conținut un mesaj ascuns rostit de Spears la finalul piesei „The Beat Goes On”. În înregistrare, Spears le mulțumește fanilor și promovează următorul album al formației Backstreet Boys album, Millennium, alături de fragmente din cântecele incluse pe albumul respectiv.[26]
- ^[a] semnifică un co-producător;
- ^[b] semnifică un producător ajutător;
- ^[c] semnifică un remixer și un producător suplimentar.

## Acreditări și personal
Persoanele care au lucrat la albumul ...Baby One More Time sunt preluate de pe broșura acestuia.
- Britney Spears – voce principală, acompaniament vocal
- Mikey Bassie – voce secundară
- Andreas Carlsson – acompaniament vocal
- Nikki Gregoroff – acompaniament vocal
- Nana Hedin – acompaniament vocal
- Andy Hess – bas
- Tomas Lindberg – bas
- Per Magnusson – claviatură, producător, programare
- Max Martin – claviatură, acompaniament vocal, producător, inginer de sunet, mixare audio, programare
- Andrew McIntyre – chitară electrică
- Dan Petty – chitară acustică, chitară electrică
- Doug Petty – claviatură
- Don Philip – voce secundară
- Aleese Simmons – acompaniament vocal
- Eric Foster White – bas, chitară electrică, claviatură, producător, inginer de sunet, mixare audio, programare tobe, aranjament
- Albert Sanchez – fotograf
- Jackie Murphy – direcție artistică, design
- Lisa Peardon – fotograf
- Larry Busacca – fotograf
- Timothy White – fotograf
- Charles McCrorey – asistent inginer de sunet
- Chris Trevett – inginer de sunet, mixare audio
- Daniel Boom – inginer de sunet
- David Kreuger – producător
- Dean Honer – producător
- Denniz Pop – producător
- DJ Parrot – producător
- Jason Buckler – producător
- Jimmy Bralower – programare tobe
- Kristian Lundin – producător
- Rami Yacoub – producător
- Tim Latham – inginer de sunet, mixare audio
- Tom Coyne – masterizare

## Prezența în clasamente
| Țară (clasament 1999)                      | Poziția maximă | Referință |
| ------------------------------------------ | -------------- | --------- |
| Australia (ARIA)                           | 2              | [ 135 ]   |
| Austria (Ö3 Austria)                       | 1              | [ 136 ]   |
| Belgia (Ultratop 50 Flandra)               | 2              | [ 137 ]   |
| Belgia (Ultratop 50 Valonia)               | 2              | [ 138 ]   |
| Canada (RPM Top Albums/CDs)                | 1              | [ 139 ]   |
| Elveția (Swiss Hitparade)                  | 1              | [ 140 ]   |
| Danemarca (Hitlisten)                      | 7              | [ 141 ]   |
| Finlanda (Suomen virallinen lista)         | 11             | [ 142 ]   |
| Franța (SNEP)                              | 4              | [ 143 ]   |
| Germania (Offizielle Top 100)              | 1              | [ 144 ]   |
| Grecia (IFPI)                              | 1              | [ 145 ]   |
| Italia (FIMI)                              | 23             | [ 146 ]   |
| Japonia (Oricon)                           | 9              | [ 147 ]   |
| Noua Zeelandă (RMNZ)                       | 3              | [ 148 ]   |
| Norvegia (VG-lista)                        | 5              | [ 149 ]   |
| Olanda (MegaCharts)                        | 3              | [ 150 ]   |
| Regatul Unit (OCC)                         | 2              | [ 151 ]   |
| Scoția (OCC)                               | 6              | [ 152 ]   |
| Spania (PROMUSICAE)                        | 2              | [ 153 ]   |
| Suedia (Sverigetopplistan)                 | 10             | [ 154 ]   |
| Statele Unite ale Americii (Billboard 200) | 1              | [ 155 ]   |
| Ungaria (MAHASZ)                           | 4              | [ 156 ]   |

| Țară (clasament)                           | Poziția maximă | Referință |
| 1999                                       | 1999           | 1999      |
| ------------------------------------------ | -------------- | --------- |
| Australia (ARIA)                           | 7              | [ 157 ]   |
| Austria (Ö3 Austria)                       | 4              | [ 158 ]   |
| Belgia (Ultratop Flandra)                  | 3              | [ 159 ]   |
| Belgia (Ultratop Valonia)                  | 4              | [ 160 ]   |
| Canada (RPM Top Albums/CDs)                | 2              | [ 161 ]   |
| Danemarca (Hitlisten)                      | 27             | [ 162 ]   |
| Elveția (Schweizer Hitparade)              | 11             | [ 163 ]   |
| Europa (European Top 100 Albums)           | 5              | [ 164 ]   |
| Franța (SNEP)                              | 21             | [ 165 ]   |
| Germania (Offizielle Top 100)              | 8              | [ 166 ]   |
| Italia (FIMI)                              | 39             | [ 167 ]   |
| Japonia (Oricon)                           | 85             | [ 168 ]   |
| Noua Zeelandă (RIANZ)                      | 15             | [ 169 ]   |
| Norvegia (VG-lista — Ressufeiring Albums)  | 11             | [ 170 ]   |
| Norvegia (VG-lista — Spring Period Albums) | 19             | [ 171 ]   |
| Olanda (MegaCharts)                        | 11             | [ 172 ]   |
| Regatul Unit (OCC)                         | 14             | [ 173 ]   |
| Statele Unite ale Americii (Billboard 200) | 2              | [ 174 ]   |
| Ungaria (MAHASZ)                           | 5              | [ 175 ]   |
| 2000                                       |                |           |
| Australia (ARIA)                           | 94             | [ 176 ]   |
| Belgia (Ultratop Flandra)                  | 34             | [ 177 ]   |
| Belgia (Ultratop Valonia)                  | 42             | [ 178 ]   |
| Elveția (Schweizer Hitparade)              | 27             | [ 179 ]   |
| Franța (SNEP)                              | 45             | [ 180 ]   |
| Germania (Offizielle Top 100)              | 61             | [ 181 ]   |
| Olanda (MegaCharts)                        | 64             | [ 182 ]   |
| Regatul Unit (OCC)                         | 36             | [ 183 ]   |
| Statele Unite ale Americii (Billboard 200) | 17             | [ 184 ]   |

| Țară (clasament)                           | Poziția maximă | Referință      |
| Anii 1990–1999                             | Anii 1990–1999 | Anii 1990–1999 |
| ------------------------------------------ | -------------- | -------------- |
| Statele Unite ale Americii (Billboard 200) | 29             | [ 103 ]        |
| Anii 2000–2009                             |                |                |
| Statele Unite ale Americii (Billboard 200) | 81             | [ 185 ]        |

| Țară (clasament)                                                 | Poziția maximă | Referință |
| ---------------------------------------------------------------- | -------------- | --------- |
| Statele Unite ale Americii (Billboard 200)                       | 41             | [ 186 ]   |
| Statele Unite ale Americii (Billboard 200, clasamentul femeilor) | 16             | [ 187 ]   |

## Vânzări și certificări
| \| Țara \| Vânzări/ puncte \| Certificare \| Referințe \| \| --------------------------------- \| --------------- \| ----------- \| ---------- \| \| Argentina (CAPIF) \| +60.000 \| \| [188] \| \| Australia (ARIA) \| +280.000 \| \| [111] \| \| Austria (IFPI Austria) \| +50.000 \| \| [189] \| \| Belgia (BEA) \| +150.000 \| \| [190] \| \| Brazilia (Pro-Música Brasil) \| +250.000 \| \| [191][192] \| \| Canada (Music Canada) \| +1.000.000 \| \| [193] \| \| Coreea (RIAK) \| +61.580 \| \| [194] \| \| Danemarca (IFPI Danemarca) \| +100.000 \| \| [195] \| \| Elveția (IFPI Elveția) \| +100.000 \| \| [196] \| \| Finlanda (Musiikkituottajat) \| +37.865 \| \| [197] \| \| Franța (SNEP) \| +626.000 \| \| [108][198] \| \| Germania (BVMI) \| +750.000 \| \| [199] \| \| Japonia (RIAJ) \| +200.520 \| \| [200] \| \| Mexic (AMPROFON) \| +375.000 \| + \| [201] \| \| Olanda (NVPI) \| +300.000 \| \| [202] \| \| Noua Zeelandă (RMNZ) \| +45.000 \| \| [203] \| \| Norvegia (IFPI Norvegia) \| +50.000 \| \| [204] \| \| Polonia (ZPAV) \| +100.000 \| \| [205] \| \| Regatul Unit (BPI) \| +1.200.000 \| \| [206] \| \| Spania (PROMUSICAE) \| +300.000 \| \| [207] \| \| Suedia (GLF) \| +80.000 \| \| [208] \| \| Statele Unite ale Americii (RIAA) \| +12.200.000 \| \| [209] \| \| Sumar \| \| \| \| \| Europa (IFPI) \| +4.000.000 \| \| [104] \| | Note - reprezintă „disc de aur”; - reprezintă „triplu disc de aur”; - reprezintă „disc de platină”; - reprezintă „dublu disc de platină”; - reprezintă „triplu disc de platină”; - reprezintă „cvadruplu disc de platină”. - reprezintă „sextuplu disc de platină”; - reprezintă „disc de diamant”. - ^[d] Până în martie 2015, albumul ...Baby One More Time s-a vândut în 10.600.000 de exemplare în Statele Unite, potrivit Nielsen SoundScan, alături de încă 1.600.000 de exemplare vândute prin BMG Music Clubs. Nielsen SoundScan nu ia în considerare exemplare vândute prin cluburi precum BMG Music Service, ce erau foarte populare și considerabile în anii '90 |             |                 |
| Țara | Vânzări/ puncte | Certificare | Referințe       |
| Argentina (CAPIF) | +60.000 |             | [ 188 ]         |
| Australia (ARIA) | +280.000 |             | [ 111 ]         |
| Austria (IFPI Austria) | +50.000 |             | [ 189 ]         |
| Belgia (BEA) | +150.000 |             | [ 190 ]         |
| Brazilia (Pro-Música Brasil) | +250.000 |             | [ 191 ] [ 192 ] |
| Canada (Music Canada) | +1.000.000 |             | [ 193 ]         |
| Coreea (RIAK) | +61.580 |             | [ 194 ]         |
| Danemarca (IFPI Danemarca) | +100.000 |             | [ 195 ]         |
| Elveția (IFPI Elveția) | +100.000 |             | [ 196 ]         |
| Finlanda (Musiikkituottajat) | +37.865 |             | [ 197 ]         |
| Franța (SNEP) | +626.000 |             | [ 108 ] [ 198 ] |
| Germania (BVMI) | +750.000 |             | [ 199 ]         |
| Japonia (RIAJ) | +200.520 |             | [ 200 ]         |
| Mexic (AMPROFON) | +375.000 | +           | [ 201 ]         |
| Olanda (NVPI) | +300.000 |             | [ 202 ]         |
| Noua Zeelandă (RMNZ) | +45.000 |             | [ 203 ]         |
| Norvegia (IFPI Norvegia) | +50.000 |             | [ 204 ]         |
| Polonia (ZPAV) | +100.000 |             | [ 205 ]         |
| Regatul Unit (BPI) | +1.200.000 |             | [ 206 ]         |
| Spania (PROMUSICAE) | +300.000 |             | [ 207 ]         |
| Suedia (GLF) | +80.000 |             | [ 208 ]         |
| Statele Unite ale Americii (RIAA) | +12.200.000 |             | [ 209 ]         |
| Sumar | |             |                 |
| Europa (IFPI) | +4.000.000 |             | [ 104 ]         |

## Datele lansărilor
| Țară                       | Dată              | Versiune  | Format(e)                                                           | Casă de discuri | Ref.    |
| -------------------------- | ----------------- | --------- | ------------------------------------------------------------------- | --------------- | ------- |
| Canada                     | 12 ianuarie 1999  | Standard  | CD                                                                  | BMG             | [ 211 ] |
| Filipine                   | 12 ianuarie 1999  | Standard  | CD                                                                  | BMG             | [ 212 ] |
| Statele Unite ale Americii | 12 ianuarie 1999  | Standard  | CD                                                                  | Jive            | [ 213 ] |
| Japonia                    | 24 februarie 1999 | Specială  | CD                                                                  | BMG             | [ 214 ] |
| Australia                  | 8 martie 1999     | Standard  | CD                                                                  | BMG             | [ 215 ] |
| Austria                    | 8 martie 1999     | Standard  | CD                                                                  | BMG             | [ 216 ] |
| Franța                     | 8 martie 1999     | Standard  | CD                                                                  | BMG             | [ 217 ] |
| Germania                   | 8 martie 1999     | Standard  | CD                                                                  | BMG             | [ 216 ] |
| Italia                     | 8 martie 1999     | Standard  | CD                                                                  | BMG             | [ 218 ] |
| Elveția                    | 8 martie 1999     | Standard  | CD                                                                  | BMG             | [ 216 ] |
| Regatul Unit               | 8 martie 1999     | Standard  | CD                                                                  | RCA             | [ 219 ] |
| Australia                  | 19 mai 1999       | Specială  | CD                                                                  | BMG             | [ 220 ] |
| Austria                    | 30 ianuarie 2003  | Relansare | CD                                                                  | BMG             | [ 221 ] |
| Germania                   | 30 ianuarie 2003  | Relansare | CD                                                                  | BMG             | [ 221 ] |
| Elveția                    | 30 ianuarie 2003  | Relansare | CD                                                                  | BMG             | [ 221 ] |
| Statele Unite ale Americii | 25 decembrie 2007 | Deluxe    | Descărcare digitală                                                 | Jive            | [ 222 ] |
| Statele Unite ale Americii | 3 noiembrie 2017  | Standard  | Vinil (Ediție limitată; distribuită exclusiv prin Urban Outfitters) | RCA             | [ 223 ] |